# 돌연
〈돌연〉(일본어: 突然 도츠젠[*])은 일본의 밴드 FIELD OF VIEW의 두 번째 싱글이자 유일하게 밀리언 셀러를 기록한 싱글로, 1995년 7월 24일 발매되었다. (8cm CD: ZADL-1045) 곡의 작사는 사카이 이즈미, 작곡은 오다 테츠로, 편곡은 하야마 타케시가 담당했다. 이 곡은 오츠카 제약의 포카리 스웨트 광고 삽입곡이기도 하다. B 사이드 곡은 〈분명 떨어져 있어도〉(きっと離れていても 킷토하나레테이테모[*])이며, 작사와 작곡은 아사오카 유야, 편곡을 이케다 다이스케가 맡았다.
이 곡은 다양한 아티스트에 의해 커버되었다. 곡의 작사자 사카이 이즈미 (ZARD)가 이듬해 자신의 정규 음반 《TODAY IS ANOTHER DAY》에 이 곡을 셀프 커버했으며, 작곡가 오다 테츠로 역시 자신의 커버 음반 《MELODIES》에 곡을 수록했다. 2005년 대만의 가수 겸 배우 런셴치가 음반 《양극》 (兩極)을 발표했고 이 곡이 번안되어 실렸는데, 이 때의 곡명은 〈영불퇴축〉 (永不退縮, →영원히 위축되거나 물러서지 않는다)이었다.

## 수록곡
| #  | 제목                                            | 작사          | 작곡          | 편곡            | 재생 시간 |
| -- | ----------------------------------------------- | ------------- | ------------- | --------------- | --------- |
| 1. | 〈〈돌연〉〉 (突然)                             | 사카이 이즈미 | 오다 테츠로   | 하야마 타케시   |           |
| 2. | 〈〈분명 떨어져 있어도〉〉 (きっと離れていても) | 아사오카 유야 | 아사오카 유야 | 이케다 다이스케 |           |
| 3. | 〈〈돌연〉〉 (Original Karaoke)                 |               |               |                 |           |